# Usia striata
Usia striata är en tvåvingeart som beskrevs av Baez 1982. Usia striata ingår i släktet Usia och familjen svävflugor. Inga underarter finns listade i Catalogue of Life.